# Dis Ain't What U Want
«Dis Ain't What U Want» — другий сингл американського репера Lil Durk, перший виданий на мейджор-лейблі. 5 травня 2013 відеокліп завантажили на VEVO-канал виконавця. Режисер: Ейф Рівера.

## Чартові позиції
| Чарт (2013)                   | Найвища позиція |
| ----------------------------- | --------------- |
| US Bubbling Under R&B/Hip-Hop | 2               |